# Río Chamaya
Der Río Chamaya ist ein 71 km langer linker Nebenfluss des Río Marañón, linker Quellfluss des Amazonas, in Peru. Der Río Chamaya durchfließt die Verwaltungsregion Cajamarca und trennt dabei die Provinz Jaén von der weiter südlich gelegenen Provinz Cutervo.

## Flusslauf
Der Río Chamaya entsteht 6,5 km ostsüdöstlich der Kleinstadt Pucará am Zusammenfluss von Río Huancabamba (links) und Río Chotano (rechts). Der Fluss strömt anfangs 25 km nach Osten, bevor er sich nach Norden und schließlich nach Nordosten wendet. Die Nationalstraße 4C folgt dem Flusslauf. Bei Flusskilometer 31 mündet der Río Huayllabamba linksseitig in den Río Chamaya. Dieser mündet schließlich 14 km südöstlich der Stadt Jaén in den Río Marañón.

## Einzugsgebiet
Der Río Chamaya entwässert ein Areal von etwa 8000 km² auf der Ostseite der peruanischen Westkordillere. Im Westen trennt die kontinentale Wasserscheide das Einzugsgebiet des Río Chamaya von den Zuflüssen des Pazifischen Ozeans. Im Nordosten liegt das Einzugsgebiet des Río Chinchipe, im Südosten liegen die Einzugsgebiete von Río Malleta und Río Chilac.